# جان بوکینن
جان بوکینن (انگلیسی: John Buchanan; ۱ ژانویهٔ ۱۸۸۴ – ۲۵ نوامبر ۱۹۴۳) قایقران قایق بادبانی اهل بریتانیا بود.